# Джеррі Гітченс
Дже́ррі Гі́тченс (англ. Gerry Hitchens, нар. 8 жовтня 1934, Каннок — пом. 13 квітня 1983, Хоуп, графство Клуїд) — англійський футболіст, нападник.

## Клубна кар'єра
У дорослому футболі дебютував 1953 року виступами за клуб «Кіддермінстер Гаррієрс», у якому провів один сезон.
Протягом 1954—1957 років захищав кольори «Кардіфф Сіті».
Своєю грою за останню команду привернув увагу представників тренерського штабу клубу «Астон Вілла», до складу якого приєднався 1957 року. Відіграв за команду з Бірмінґема наступні чотири сезони своєї ігрової кар'єри. Більшість часу, проведеного у складі «Астон Вілли», був основним гравцем атакувальної ланки команди. У складі «Астон Вілли» був одним з головних бомбардирів команди, маючи середню результативність на рівні 0,6 гола за гру першості.
Згодом з 1961 по 1969 рік грав виступав за клуби «Інтернаціонале», «Торіно», «Аталанта», «Кальярі», «Чикаго Мустангс» та знову «Кальярі». У складі «Інтера» виборов титул чемпіона Італії.
Завершив професійну ігрову кар'єру у нижчоліговому клубі «Вустер Сіті», за команду якого виступав протягом 1969—1971 років.
Помер 13 квітня 1983 року на 49-му році життя у місті Хоуп, графство Клуїд.

## Виступи за збірну
1961 року дебютував в офіційних матчах у складі національної збірної Англії. Протягом кар'єри у національній команді, яка тривала всього 2 роки, провів у формі головної команди країни 7 матчів, забивши 5 голів.
У складі збірної був учасником чемпіонату світу 1962 року в Чилі.

## Титули і досягнення
- Чемпіон Італії (1):

«Інтернаціонале»:  1962–63